# 大菩薩峠 完結篇 (1961年の映画)
『大菩薩峠 完結篇』（だいぼさつとうげ かんけつへん）は、1961年9月17日に公開された時代劇映画。中里介山の同名小説『大菩薩峠』を大映が森一生監督、主演市川雷蔵の三部作の最終作。

## 概要
今作では、前二作を監督した三隅研次が『釈迦』の製作のためのロケハンを行うため、インドへ渡航するなど多忙であったことから、森一生に監督が交代している。森は、「本作も三隅が監督を務めた方がよかった。」と話していた。

## スタッフ
- 監督：森一生
- 製作：永田雅一
- 原作：中里介山
- 脚色：衣笠貞之助
- 企画：久保寺生郎 、南里金春
- 撮影：本多省三
- 編集 : 谷口孝司
- 音楽：塚原晢夫
- 美術：西岡善信
- 照明：中岡源権

## 配役
- 市川雷蔵 : 机竜之助
- 中村玉緒 : お豊/お銀/お浜 (三役)
- 小林勝彦 : がんりきの百
- 本郷功次郎 : 宇津木兵馬
- 島田竜三 : 神尾主膳
- 近藤美恵子 : お玉
- 矢島ひろ子 : お徳
- 阿井美千子 : お絹
- 尾崎和枝 : 山の娘
- 井上明子 : 娘
- 橘公子 : おろく
- 真塩洋一 : 与八
- 荒木忍 : 慢心和尚
- 酒井三郎 : 与兵衛
- 南里金春 : 米友
- 東良之助 : 松
- 尾上栄五郎 : 大貫
- 玉置一恵 : 坂田
- 沖時男 : 役人
- 愛原光一 	栗林
- 竹谷俊彦 	津原
- 木村玄 : 篠塚
- 千石泰三 : 坂崎
- 大丸智太郎 : 清一郎
- 春日清 : 雲水（一）
- 桜井勇 : 雲水（二）
- 井手野憲治 : 江藤
- 藤春保 : 船大工
- 松岡良樹 : 木村
- 南正夫 : 親戚の老人
- 森宏之 : 新作
- 有村淳 : 駕籠昇
- 島一男 : 郁太郎
- 武智雅文 : 蔵太郎
- 神脇絵須子: おまん
- 高月冴子 : 姿
- 小林加奈枝 : 老婆
- 見明凡太朗 : 裏宿の七兵衛
- 三田村元 : 駒井能登守
- 丹羽又三郎 : 宇津木文之丞

## 併映作品
- 『桜田門』、西山正輝監督作品

## その他
- 『大菩薩峠 完結篇』: (1959年、東映製作、同様に中里介山の小説『大菩薩峠』を映画化した内田吐夢監督による同名映画)